# كبير المحققين
كبير المحققين أو المحقق الأكبر (باللاتينية: Inquisitor Generalis) هو كبير موظفي ديوان التحقيق (محاكم التفتيش). استخدم هذا اللقب عادةً للإشارة إلى كبير محققي ديوان التحقيق الإسباني، حتى بعد إعادة توحيد محاكم التفتيش. كثيرًا ما كان يطلق على أمين عموم ديوان التحقيق الروماني لقب "كبير المحققين"، رغم تباين المنصبين في الأدوار والمهام.
كان الأشهر تاريخيًا بين كبار المحققين الراهب الدومينيكاني توماس دي توركيمادا، الذي كان رئيسًا لديوان التحقيق الإسباني.